# Manuel Pallarès i Grau
Pour les articles homonymes, voir Pallarès et Grau (homonymie).
Manuel Pallarès i Grau, né le 6 mars 1876 à Horta de Sant Joan et mort à Barcelone en 1974, est un peintre catalan.
Ami d'enfance du peintre Pablo Picasso, son style est considéré comme académique et indépendant. 

## Biographie
Il étudie le dessin à Tortosa et la peinture à l'Académie royale catalane des beaux-arts de Saint-Georges à Barcelone, où il rencontre Pablo Picasso en 1895. Il devient ami avec ce dernier, ainsi qu'avec les jeunes peintres Isidre Nonell, Mateu Fernández de Soto et Carles Casagemas. 
Il fut l'assistant de José Ruiz y Blasco, le père de Picasso, qui travailla également à l'académie d'art de La Llotja de Barcelone.

## Postérité
- Le portrait de Manuel Pallarès i Grau par Picasso est aujourd'hui conservé par le Musée Picasso de Paris[6].